# Klosterkirche Sonnefeld
Die Klosterkirche Sonnefeld war das Gotteshaus des ehemaligen Klosters der Zisterzienserinnen in der oberfränkischen Gemeinde Sonnefeld. Sie ist seit 1540 evangelisch-lutherische Pfarrkirche.

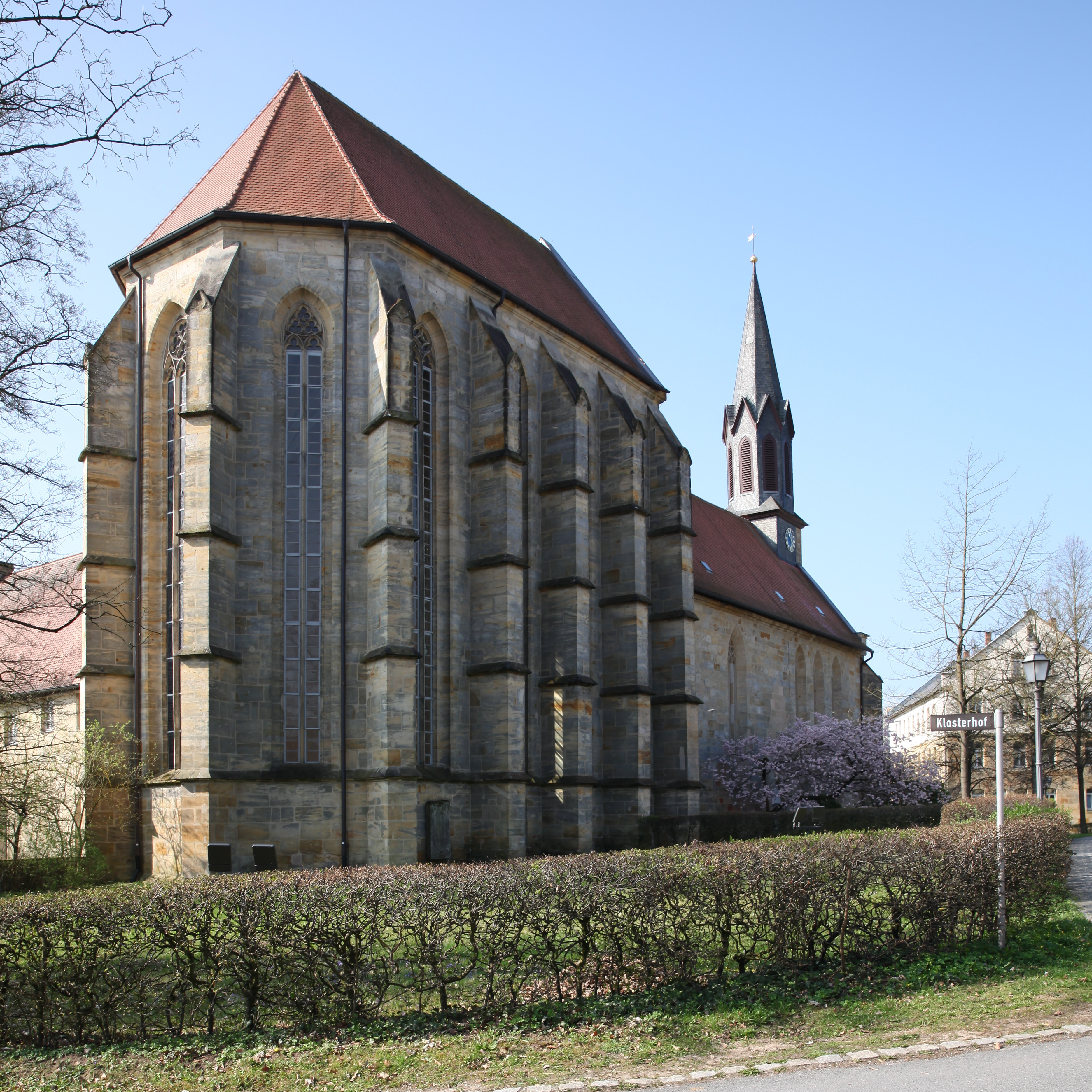
Ehemalige Klosterkirche in Sonnefeld

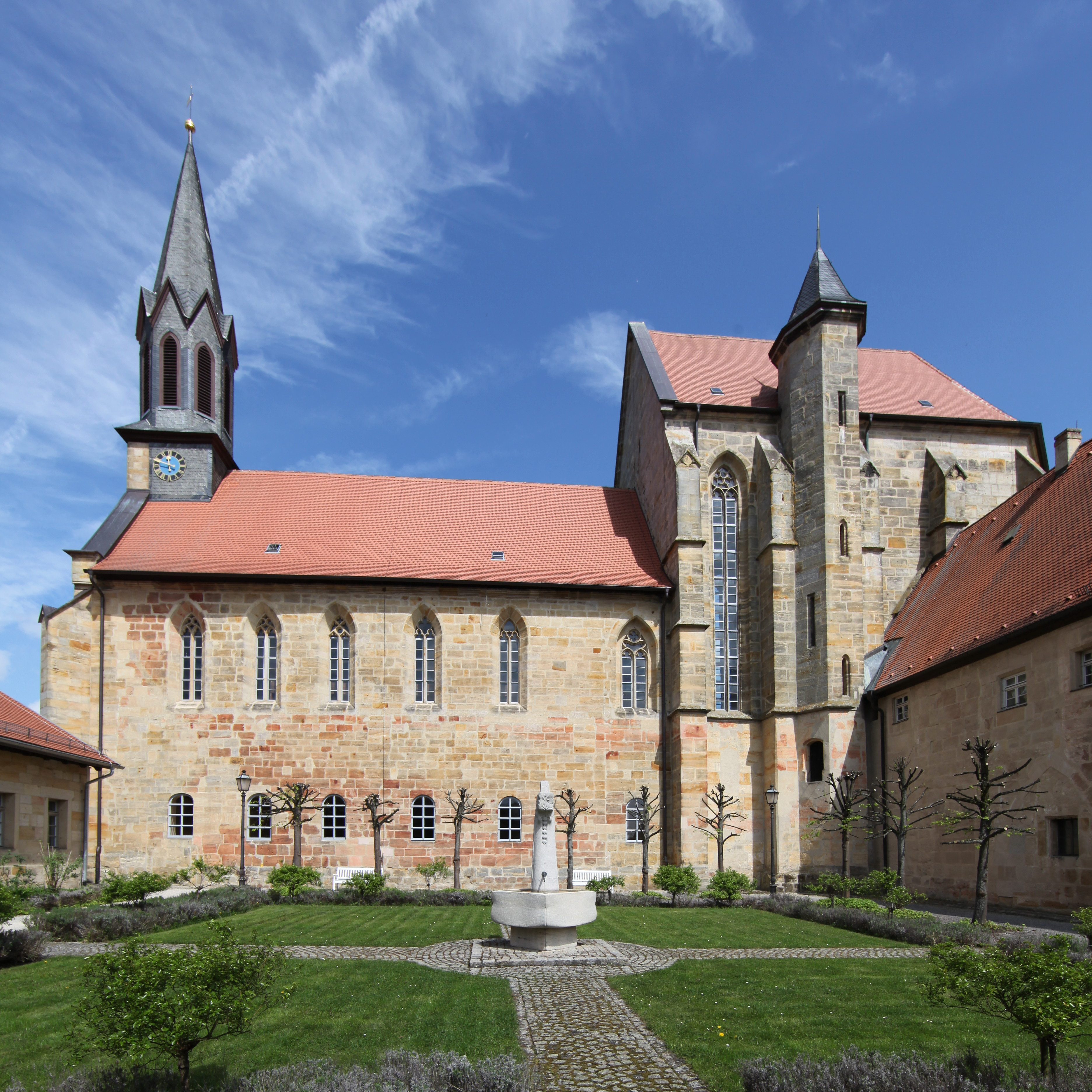
Südseite

## Baugeschichte
Ein Brand um 1286/87 zerstörte den Gründungsbau des Zisterzienserklosters im etwa fünf Kilometer entfernten Ebersdorf. Der Wiederaufbau des Klosters erfolgte in der Nähe des benachbarten Dorfes Hofstädten in einer Talaue am Biberbach, einem rechten Zufluss des Mains. Das niedrige Langhaus ist wohl zuerst bereits um 1300 errichtet worden. Nach dessen Fertigstellung folgte mit einer zeitlichen Unterbrechung, wie eine Baunaht in der Fassade belegt, ab etwa 1327 der Bau des Hochchors, der bis 1349 dauerte. An den Arbeiten war der Steinmetz Heinrich beteiligt. Das Gotteshaus wurde der Jungfrau Maria geweiht. Ein Brand zerstörte 1380 das Langhaus und den Kreuzgang. Die Hussitenkriege Mitte des 15. Jahrhunderts hatten Plünderungen und Brandschatzungen zur Folge.
In Folge der Einführung der Reformation in Sachsen-Coburg wurde 1526 das Kloster aufgelöst. Sonnefeld wurde evangelische Pfarrei, aus den Einkünften des Klosteramtes finanziert, und die Klosterkirche 1540 Pfarrkirche.
Im Verlauf des Dreißigjährigen Krieges beschädigte 1634 wieder ein Brand die Kirche. Ende des 17. Jahrhunderts folgte im westlichen Teil des Langhauses der Einbau von Schüttböden für Getreide. Im Jahr 1856 ließ die Gemeinde einen umfangreichen Umbau und eine Renovierung durchführen. Der Boden im Chor wurde um 60 Zentimeter höher gelegt. Die Nonnenempore und eine Trennwand wurden entfernt sowie die Gruftkirche abgetragen. Durch die Verkürzung des Langhauses um sieben Meter entstand unter Leitung herzoglichen Bezirksbaumeisters Karl Daniel Julius Girtanner aus Coburg eine neugotisch gestaltete Westfassade mit einem Giebelreiter. Die Kirchenausstattung wurde zusätzlich neu gestaltet. Anfang des 20. Jahrhunderts entstand das farbige Glasfenster im Chor.
Weitere Sanierungsmaßnahmen veranlasste die Gemeinde zwischen den Jahren 1975 bis 1978.

## Baubeschreibung

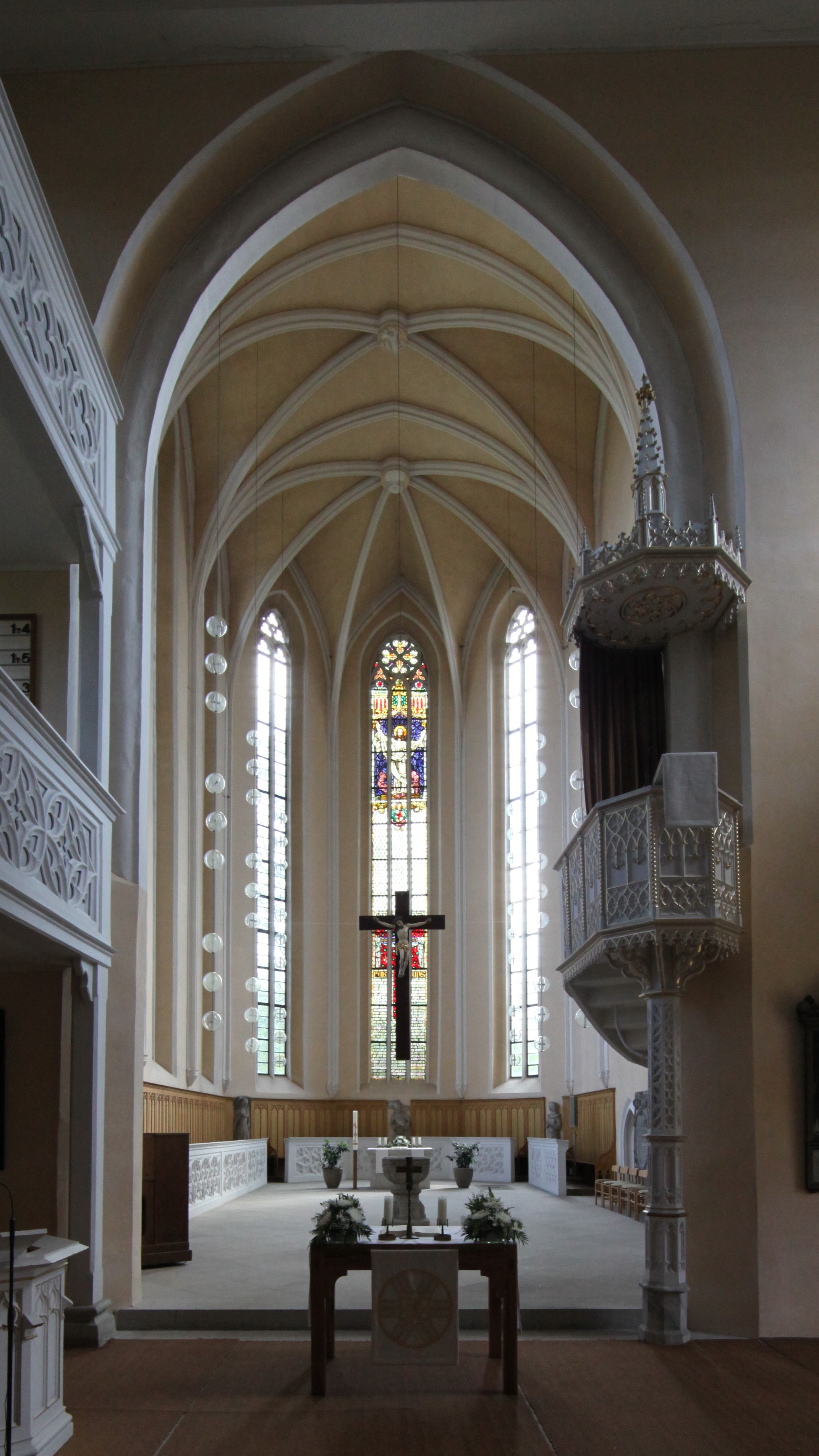
Chorraum

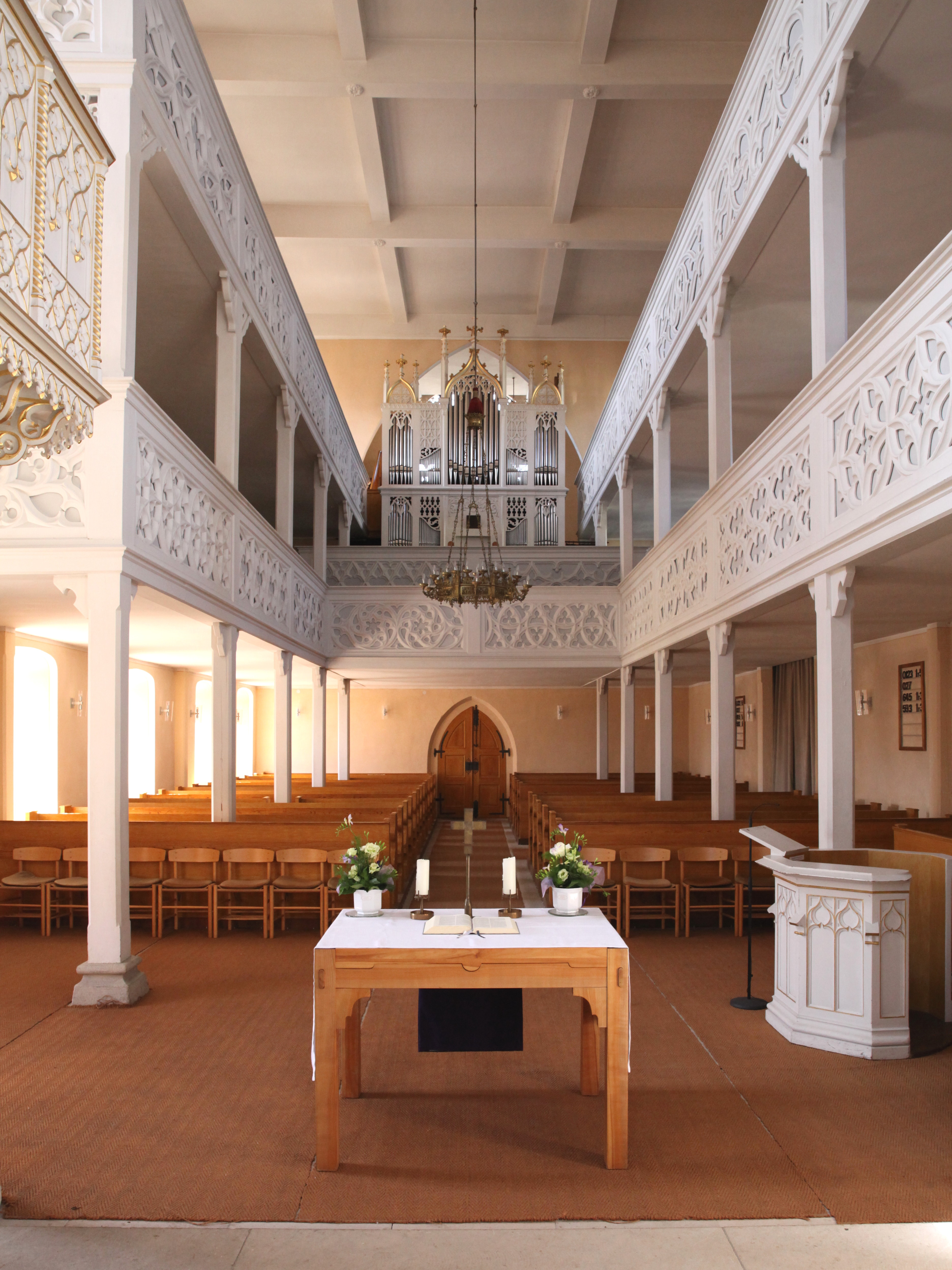
Langhaus

Die einschiffige, hochgotische Klosterkirche steht an der Straße von Mitwitz nach Coburg. Das Bauwerk besteht aus hellem Sandsteinquaderwerk. Ein hoher Langchor ohne Einzug und ein deutlich niedrigeres Langhaus mit einem Giebelreiter prägen das Gotteshaus. Vermutlich sollte das ältere Langhaus zu einem späteren Zeitpunkt entsprechend dem Ostchor erhöht werden.
Der schlanke, polygonale Langchor hat drei Joche und schließt mit fünf Seiten des Achtecks. Ein Fensterbankgesims ist umlaufend. Die hohen, spitzbogigen Maßwerkfenster sind bis auf das dreibahnige, farbige Ostfenster, zweibahnig ausgeführt. Die Strebepfeiler zwischen Fenstern sind durch drei zusätzliche Gesimse und kleine Giebel sowie Fialen gegliedert. Vier Kreuzgewölbe mit Birnstabrippen überspannen den rund 18,5 Meter hohen, 9,4 Meter breiten und etwa 18 Meter langen Innenraum. Die beiden ersten Schlusssteine der Gewölbe zeigen einen Christuskopf und ein Gotteslamm. Das zweigeschossige Dach mit jeweils zweifach stehendem Stuhl stammt wohl aus dem 14. Jahrhundert. In der Südseite steht ein Treppenturm, im halben Achteck hervortretend und mit einer Treppenspindel, der das Dachtragwerk erschließt. Der Turmzugang befindet sich in etwa drei Meter Höhe und wurde vermutlich über den nicht mehr vorhandenen Kreuzgang erschlossen. Unter dem letzten Fenster der Nordseite ist eine Eingangstür vorhanden. Ein Giebel schließt die Westseite hoch über dem First des Langhauses ab. Darunter trennt ein tiefer, spitzbogiger Triumphbogen den Chor vom Langhaus.
Das 9,5 Meter breite, etwa 18 Meter lange und rund 11 Meter hohe Langhaus überspannt eine hölzerne Flachdecke, die durch zwei Längs- und drei Querbalken in große Felder geteilt ist. Die Dachkonstruktion stammt aus dem 18. Jahrhundert. Die Fassade stabilisieren keine Strebepfeiler. Die Nordseite gliedern fünf hohe Spitzbogenfenster mit Maßwerk. Zwischen dem zweiten und dritten Fenster befindet sich eine Eingangstür. Die drei westlichen Fenster wurden erst 1856 nach unten verlängert. Die sechs Spitzbogenfenster auf der Südseite sind aufgrund des ehemals davor stehenden Kreuzgangs kürzer. Unter ihnen befinden sich rundbogige Fenster, die im letzten Drittel des 18. Jahrhunderts entstanden sind. Die Mitte des 19. Jahrhunderts gebaute Westfassade ist durch das neugotische Eingangsportal, eine Fensterrosette und einen steinernen Giebelreiter gekennzeichnet. Der relativ hohe Giebelreiter hat im unteren Teil einen viereckigen, darüber einen achteckigen Grundriss. Er ist durch Spitzbogenfenster und einen schlanken Helm gekennzeichnet.
Ursprünglich befand sich im westlichen Teil des Langhauses im Erdgeschoss eine Gruft als Begräbnisstätte der Nonnen, die gelegentlich als Nebenkirche genutzt wurde, und darüber die Nonnenempore. Ein hölzerner Dachreiter war mittig angeordnet. Seit dem Umbau 1856 stehen an den beiden Längsseiten zweigeschossige Empore, an der westlichen Querseite ist diese eingeschossig und trägt die Orgel. Außerdem wurde damals das Langhaus am westlichen Ende durch eine Holzwand mit einer Spitzbogentür in einen Vorraum und den Gemeinderaum geteilt.
Die Sakristei befindet sich an der Südseite des Langchores, im Ostflügel vom Klaustrum. Sie ist über eine spitzbogige Tür mit dem Chor verbunden. Der 7,6 Meter lange und 6,3 Meter breite Raum wird von zwei Kreuzrippengewölben überspannt.

## Ausstattung
Im Chorraum hängt ein Kruzifix im Renaissancestil. An der Ostwand befinden sich drei Grabplastiken. Eine Sandsteinplastik, um 1400 gestaltet, stellt die Gräfin Anna von Henneberg dar. Eine Ritterplastik in der Mitte könnte der Wohltäter des Klosters Ritter Hans von Schaumberg und die Gestalt zu seiner Linken dessen Gemahlin gewidmet sein. Die Werke sind um 1370/1380 entstanden. Unter einer Grabplatte im Chorraum ruht die 1613 gestorbene Herzogin Anna von Sachsen, die erste Gemahlin des Herzogs Johann Casimir. Die Ausstattung mit hölzerner Vertäfelung der Chorwände und Chorgestühl sowie Kanzel, Taufstein und Lesepult in neugotischen Form stammen vom Umbau 1856. Die hölzerne Kanzel am südlichen Triumphbogenpfeiler ruht auf einem verzierten Mittelpfeiler. Die Brüstungen sind wie bei den Emporen mit Blendmaßwerk geschmückt.

## Orgel

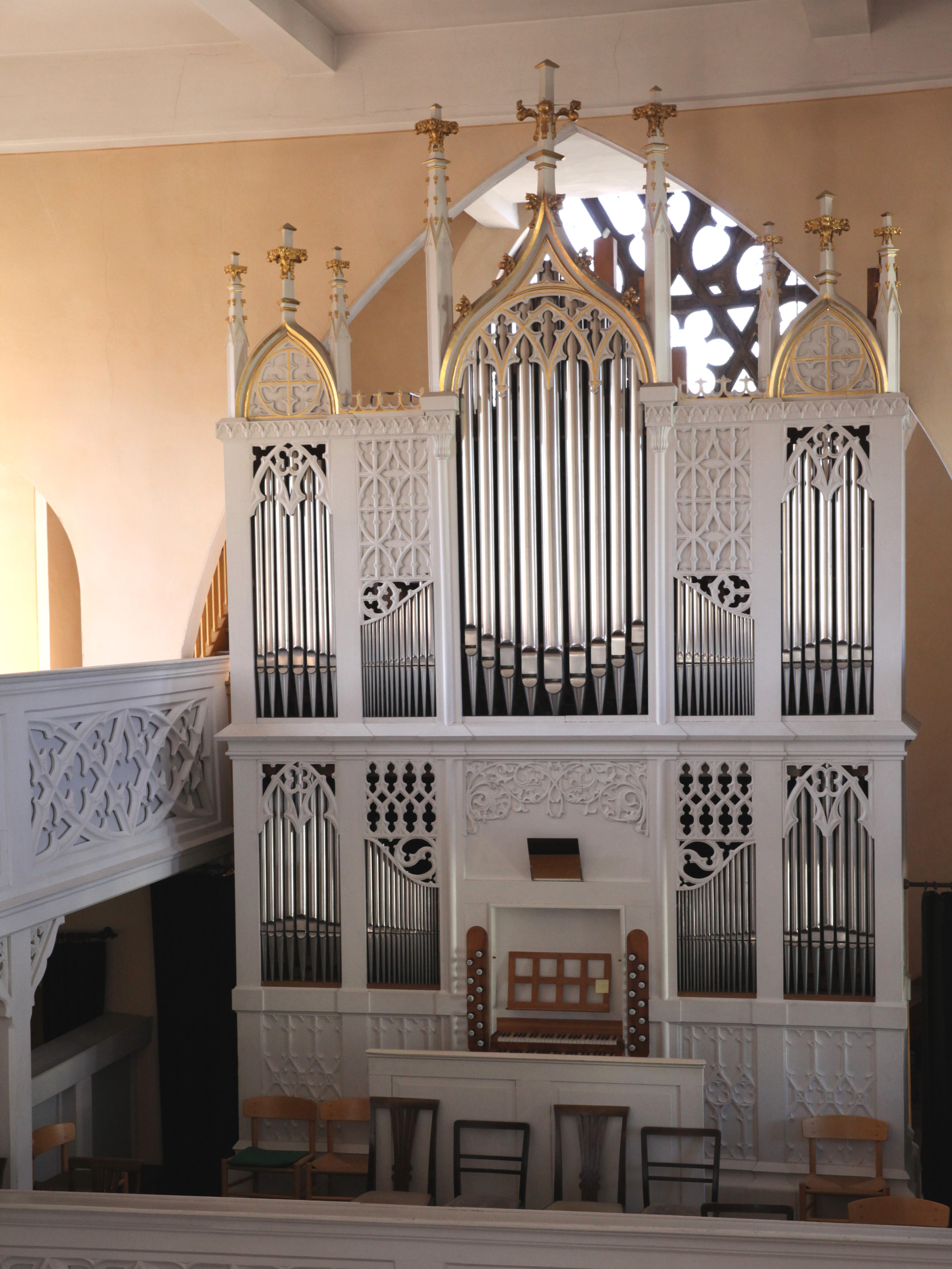
Orgel

Im Jahr 1709 stiftete Margarethe Schammbergerin ein neues Orgelwerk. 1781 wurde das Orgelpositiv nach Weidhausen verkauft und von dem Schmiedefelder Orgelbauer Johann Michael Wagner eine neue Orgel für 1200 Gulden errichtet. Diese Spätbarockorgel stand im hohen Altarhaus. Nach dem Kirchenumbau im Jahr 1856 stellten die Neustadter Orgelbauer Christoph Hofmann und Söhne eine neue Orgel auf der Westempore auf. Sie verwendeten beim Bau auch Teile der alten Wagnerorgel, die sich auf der gegenüberliegenden Seite befand. Das Instrument hat 18 Register auf zwei Manualen und Pedal. Der neugotische Prospekt stammt von Nicolaus Feyler. Er ist zweigeschossig, fünfteilig und von Fialen flankiert sowie durch Kreuzblumen bekrönt. In der Mitte des Untergeschosses befindet sich der eingebaute Spielschrank, mit seitlich je elf Registerzügen. Eine Restaurierung erfolgte 1980.

## Kirchengemeinde
Der Kirchensprengel umfasst neben Sonnefeld den zur Gemeinde Weidhausen bei Coburg gehörenden Nachbarort Trübenbach. Weidhausen war seit 1555 eingepfarrt und wurde 1958 selbstständig.